# Prvenstvo Bahrajna
Prvenstvo Bahrajna (angleško Bahrain Championship) je bil poklicni snooker turnir. Priredili so ga zgolj enkrat, v sezoni 2008/09. Tedaj je bil eden od osmih turnirjev, ki so šteli za jakostno lestvico. Na turnirju je sodelovalo 16 najboljših igralcev sveta (določenih po svetovni jakostni lestvici) in dodatnih 16 tekmovalcev, ki so se prebili skozi sito kvalifikacij.
Turnir je bil prvi turnir jakostne lestvice, ki so ga organizirali v kraljestvu Bahrajna. Ideja o turnirju jakostne lestvice v Bahrajnu je nastala iz prizadevanj svetovne snooker organizacije World Snooker, ki je v sezoni 2008/09 najvidneje do sedaj nakazala, da si želi šport razširiti tudi v ostale dežele, kjer snooker še ni tako priljubljen.

## Zmagovalci
| Leto | Zmagovalec     | Nasprotnik v finalu | Končni izid | Sezona  |
| ---- | -------------- | ------------------- | ----------- | ------- |
| 2008 | Neil Robertson | Matthew Stevens     | 9 - 7       | 2008/09 |

## Mediji
Turnir je, kot tudi vse ostale jakostne turnirje v sezoni, prenašala televizijska hiša Eurosport1/HD in Eurosport 2.